# フィラデルフィア美術館
フィラデルフィア美術館（フィラデルフィアびじゅつかん、英: Philadelphia Museum of Art）は、アメリカ合衆国ペンシルベニア州フィラデルフィアにある、全米有数の規模をもつ美術館である。

## 概要
1876年、アメリカ建国百周年の際に建設されたメモリアルホールがその起源である。1年後の1877年から美術館として公開された。所蔵品は30万点を数え、古代からコンテンポラリー・アートまであらゆる時代、地域、分野にわたっている。所蔵品の質・量ともに、アメリカでも有数の美術館である。
アレンズバーグ・コレクションのマルセル・デュシャンの作品群は、この芸術家の2つの最重要作品、「大ガラス」と「遺作」を含み、20世紀の美術界に多大な影響を及ぼしたデュシャンの全貌を知るうえで欠かせないコレクションである。日本の作品も、浮世絵4000点以上を含んだ版画5000点、絵本・画帖100点余を所蔵している。

## 主な収蔵品
- セザンヌ『大水浴』（1898－1905年）
- デュシャン『彼女の独身者たちによって裸にされた花嫁、さえも』（通称「大ガラス」）（1915-1923年）
- デュシャン『（1）落下する水、（2）照明用ガス、が与えられたとせよ』（通称「遺作」）
- ゴッホ『ひまわり』(1889)
- ジョゼフ・マロード・ウィリアム・ターナー "The Burning of the Houses of Lords and Commons" (1835年)
- ロートレック "The Dance at Moulin Rouge" (1889-1890年)
- トマス・ゲインズバラ "Landscape River" (1768-1770)
- エル・グレコ『ピエタ』(1571-1576)
- サンドロ・ボッティチェッリ "Portrait of Lorenzo di Ser Piero Lorenzi "(1490-1495年)

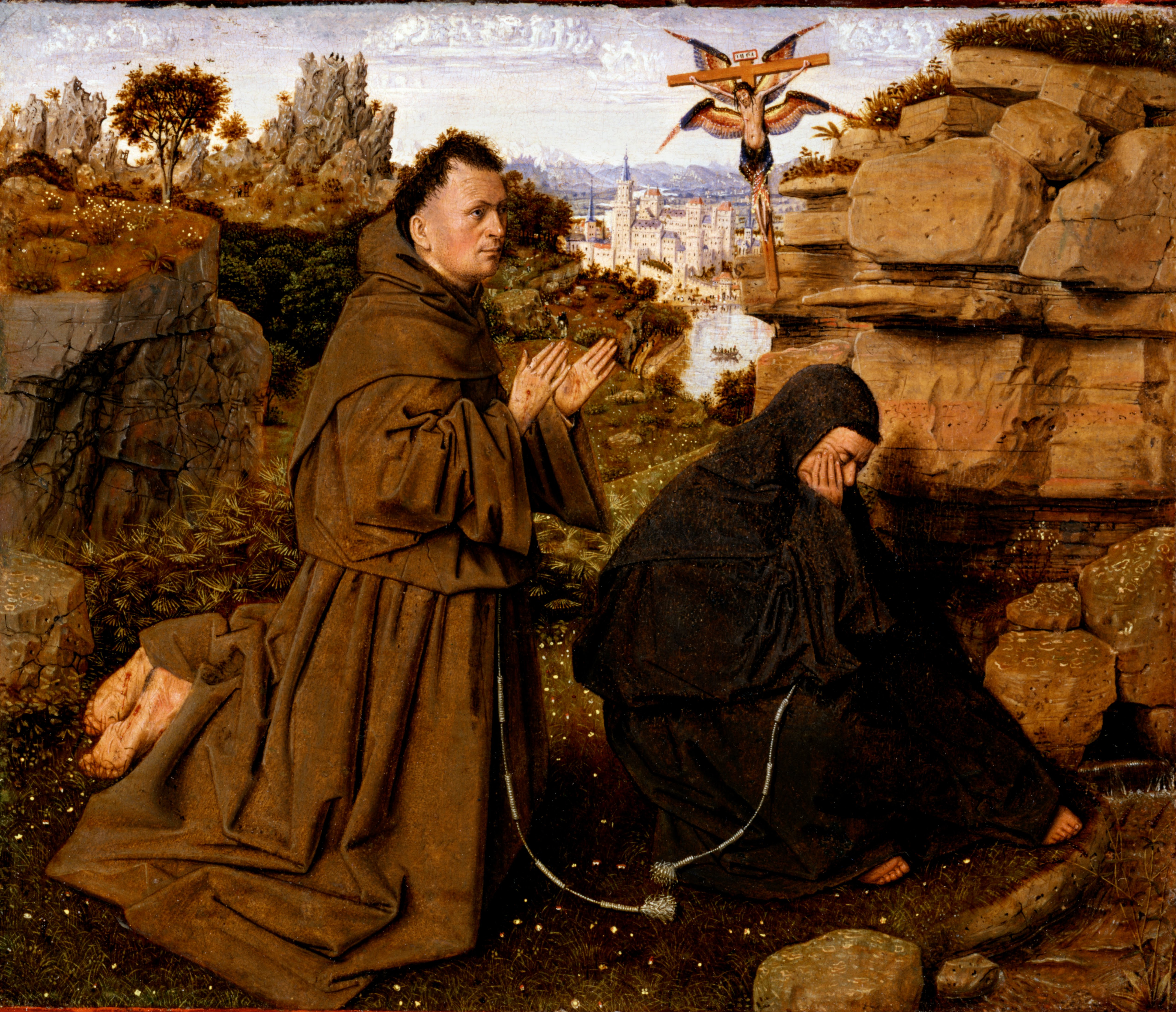
ヤン・ファン・エイク 「聖痕を受けるアッシジのフランチェスコ」("Die Stigmatisation des Hl. Franziskus" ）(1428-1429年)
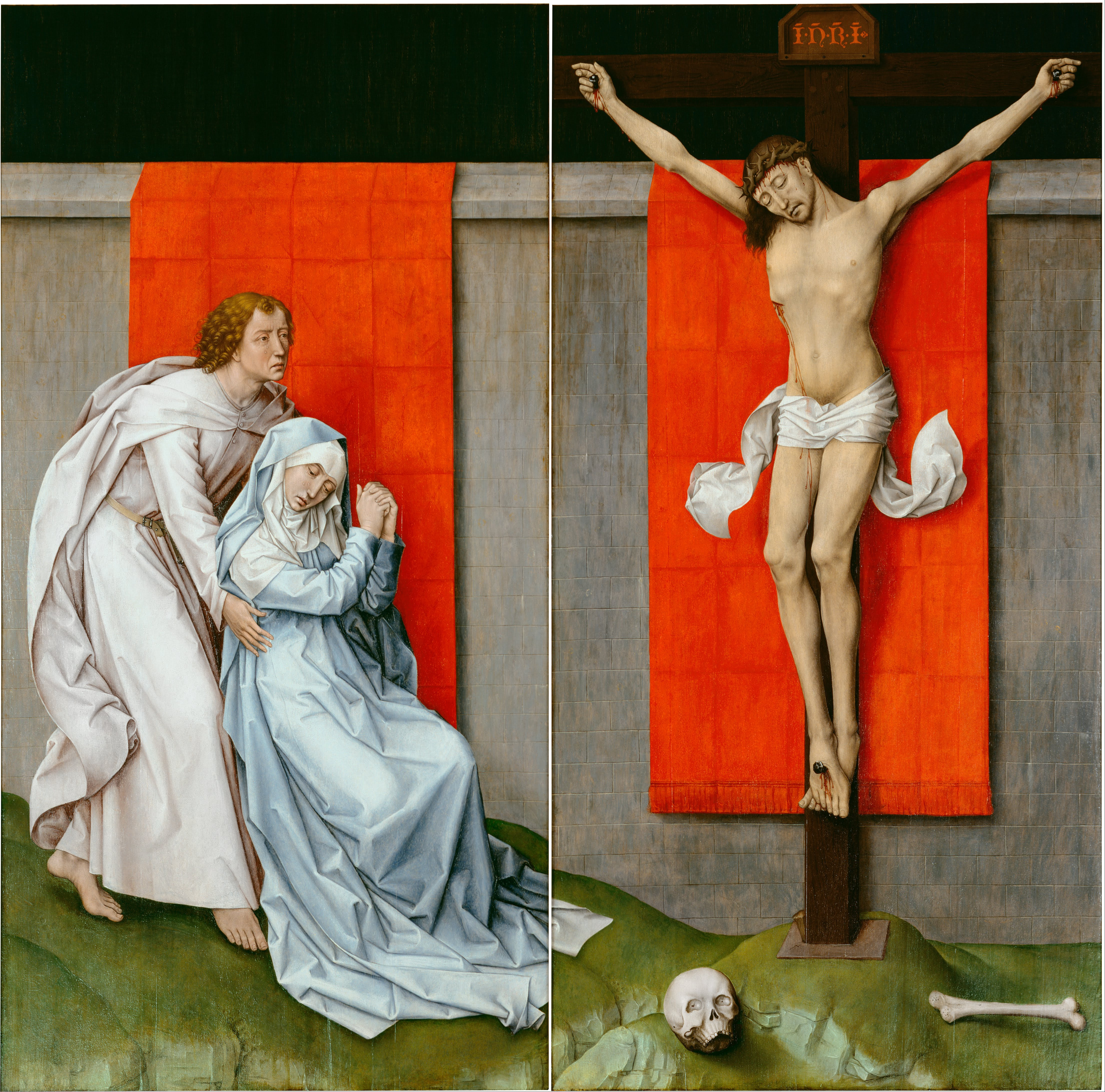
ルーベンス 『縛られたプロメテウス』(1611-1612年)
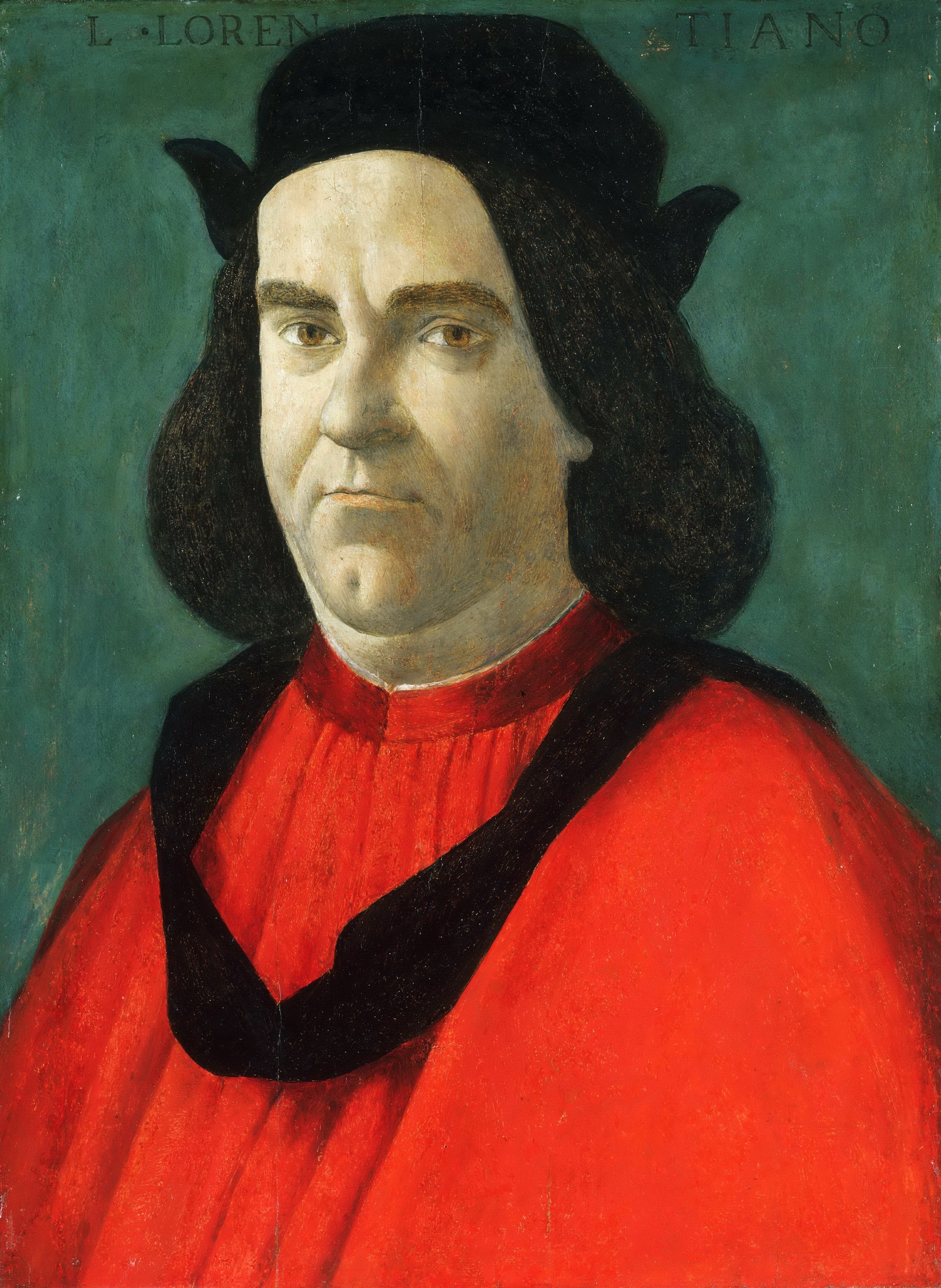
クロード・ジョセフ・ヴェルネ『カプラローラのヴィッラの眺め』(1746年)
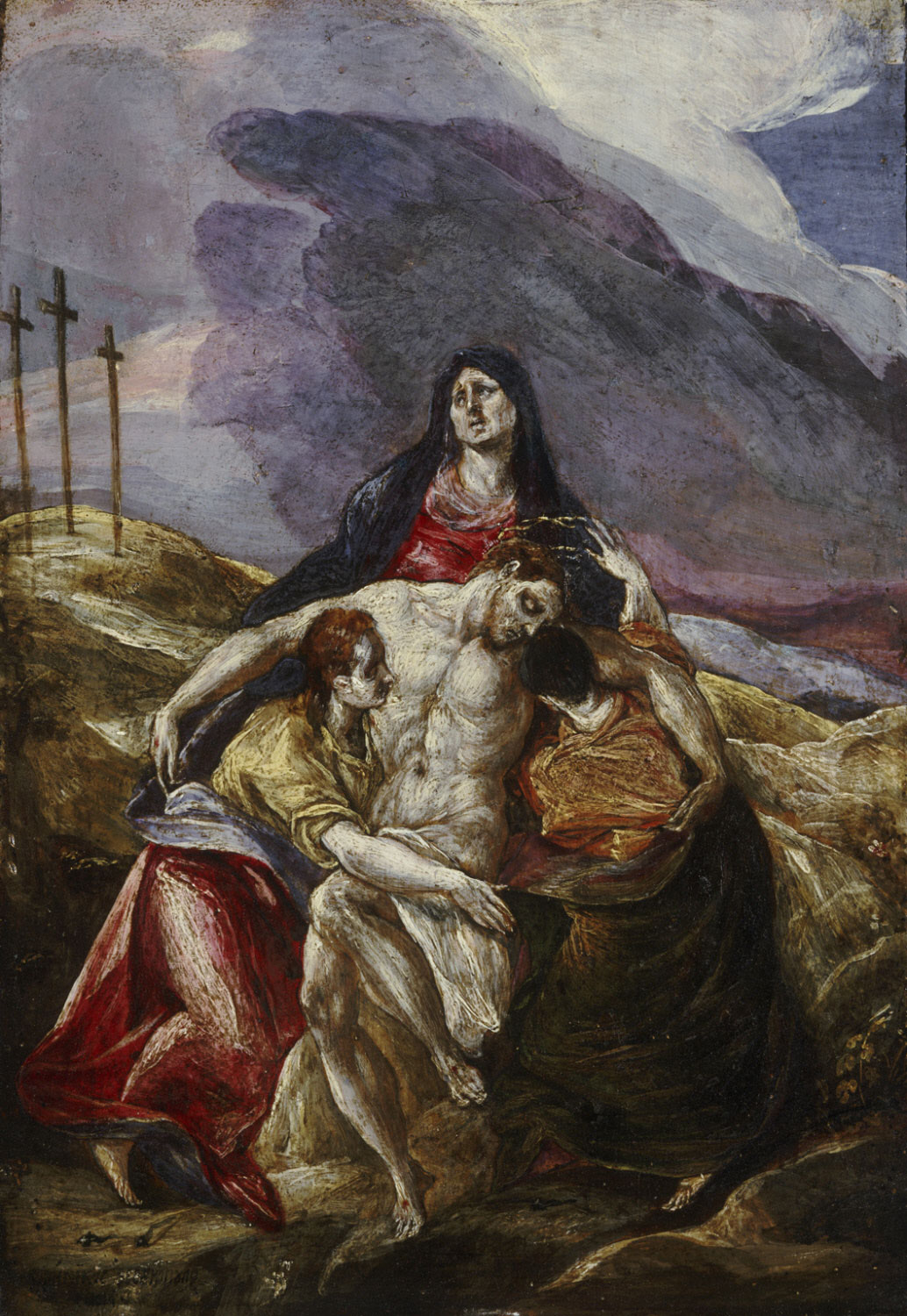
エル・グレコ 『ピエタ』(1571-1576年)
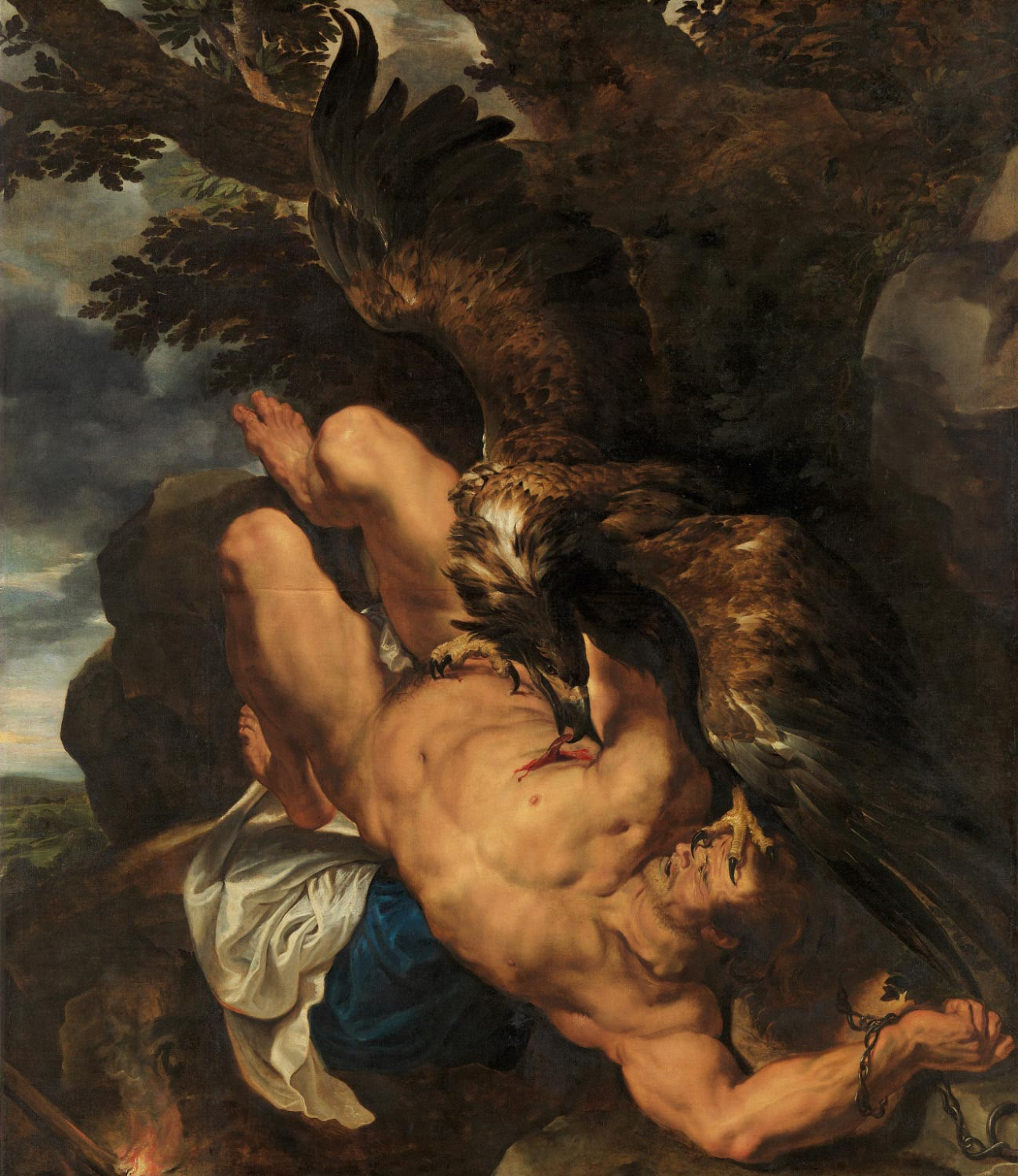
ルーベンス 『縛られたプロメテウス』(1611-1612年)
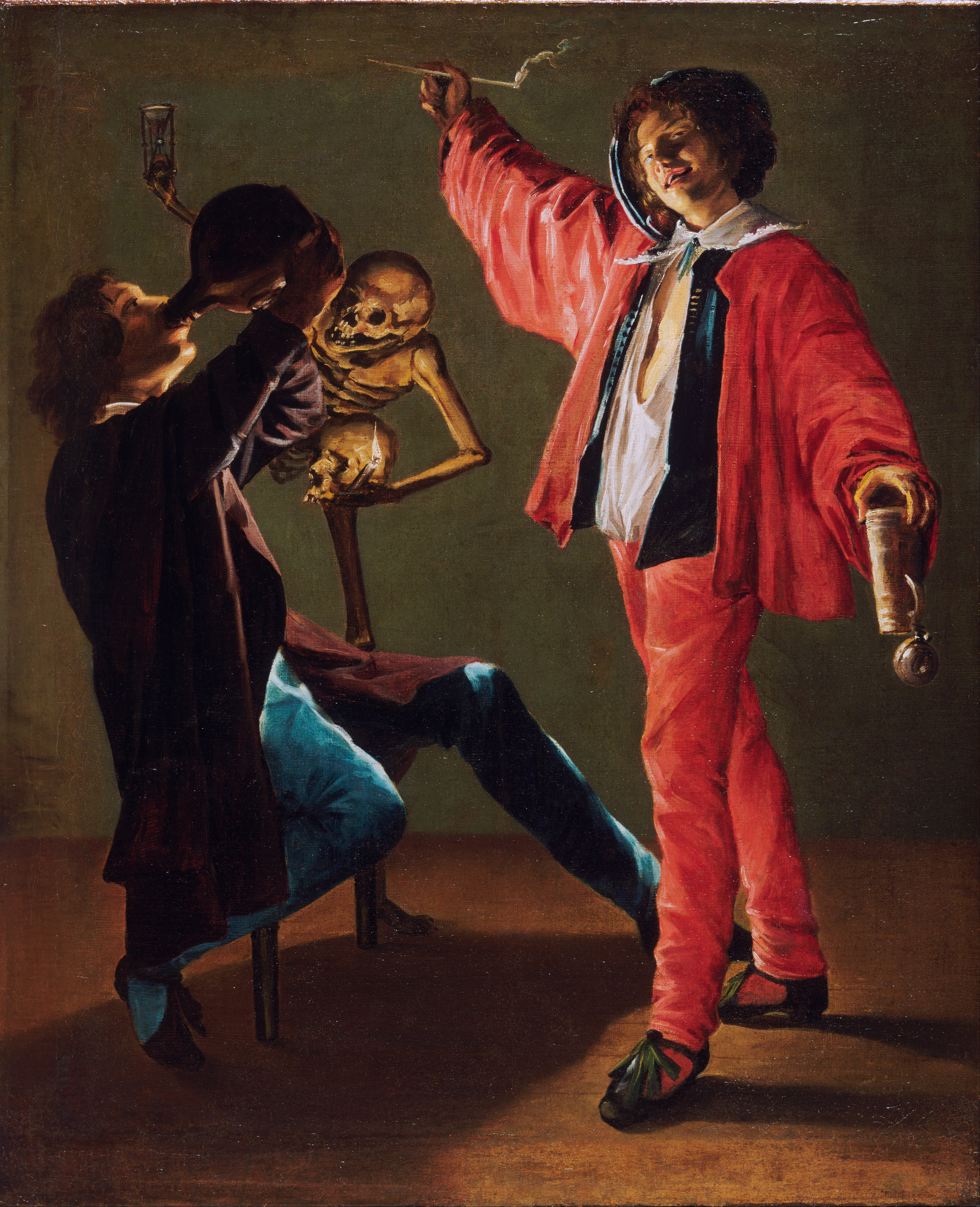
ユディト・レイステル 『最後の一滴』(1629年頃)
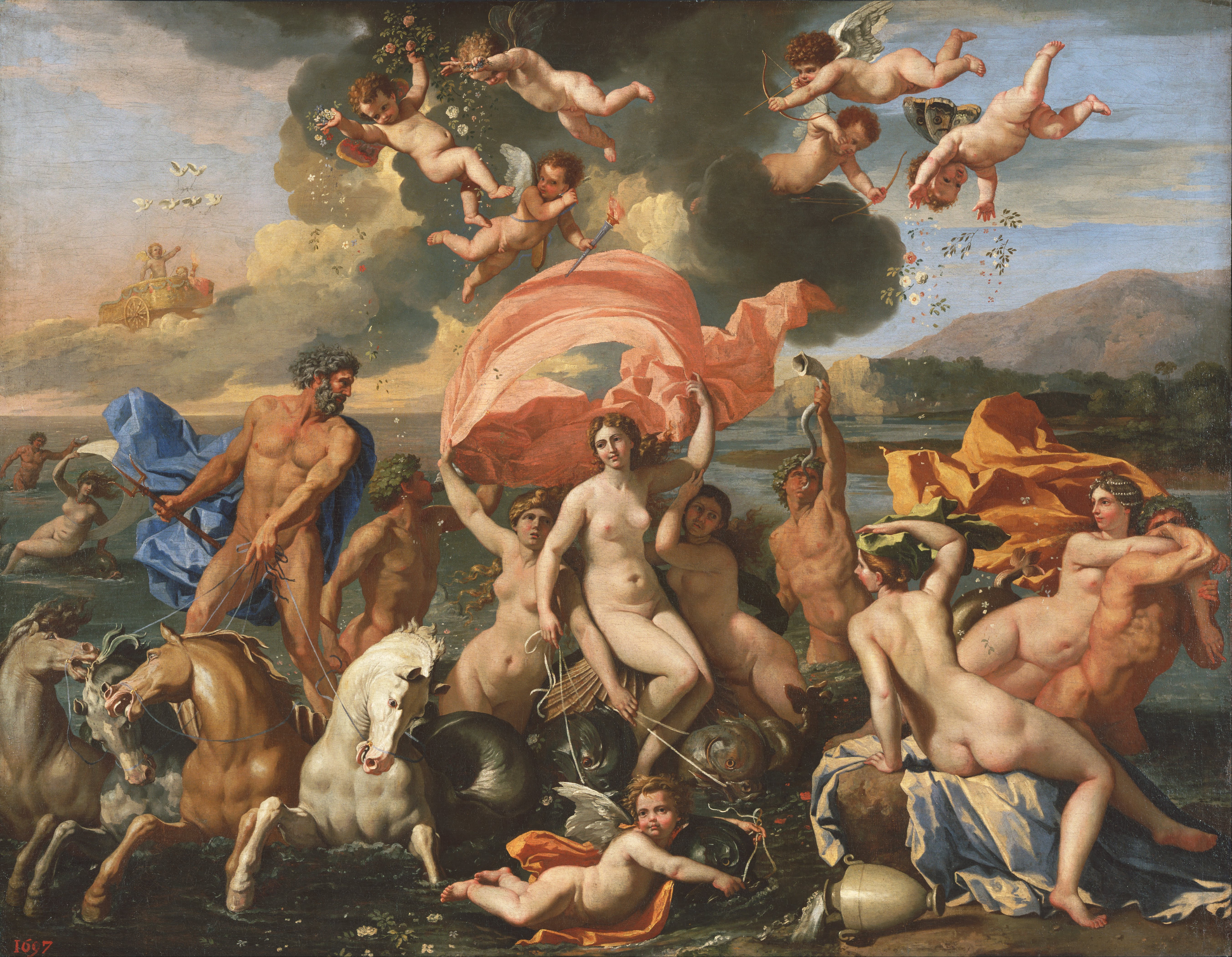
ニコラ・プッサン 『ヴィーナスの誕生』(1635-1636年)
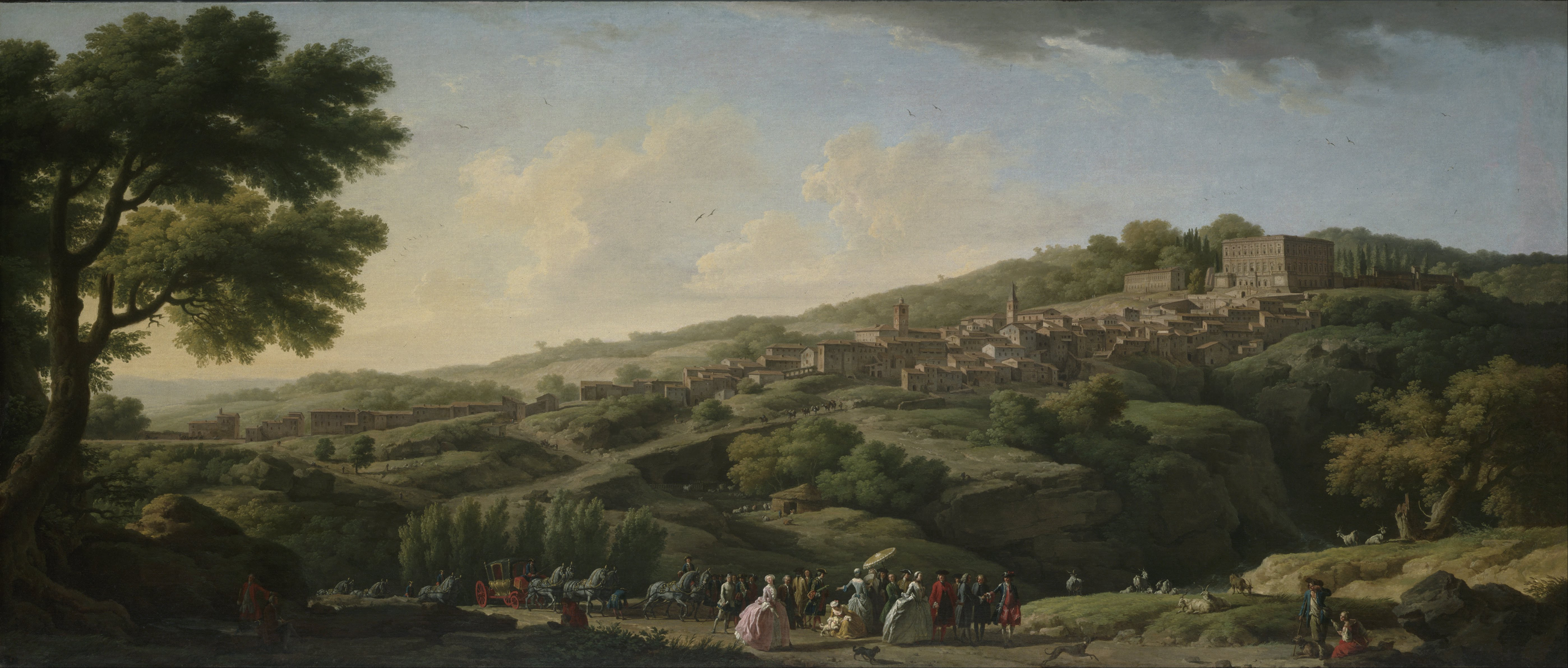
クロード・ジョセフ・ヴェルネ 『カプラローラのヴィッラの眺め』(1746年)
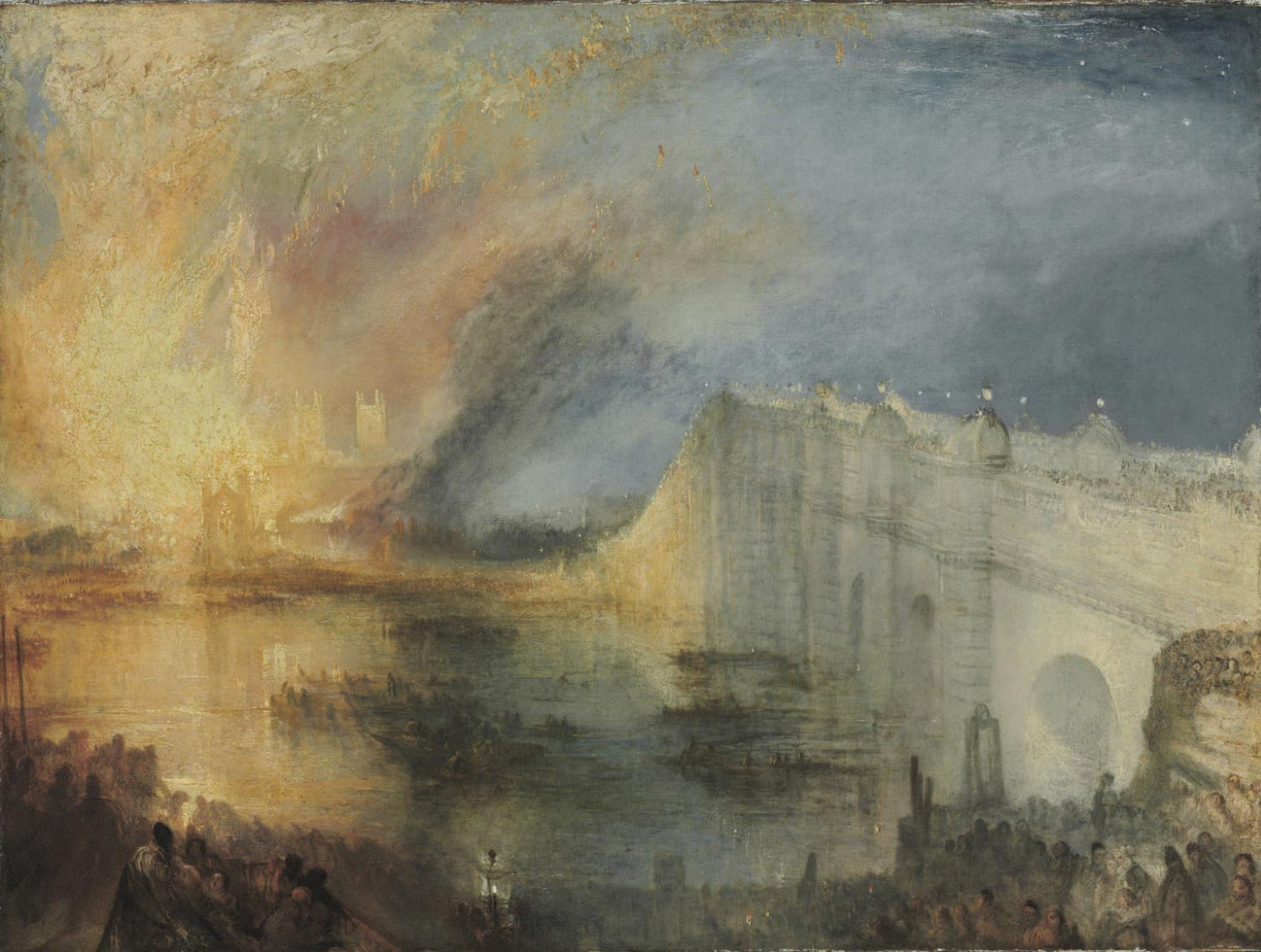
J.M.W.ターナー 『燃える国会議事堂」(1835年)
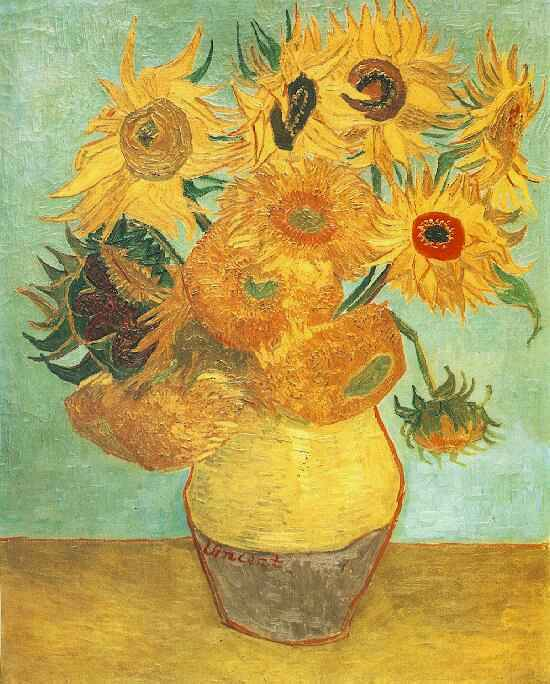
ゴッホ 『ひまわり』(1889年)
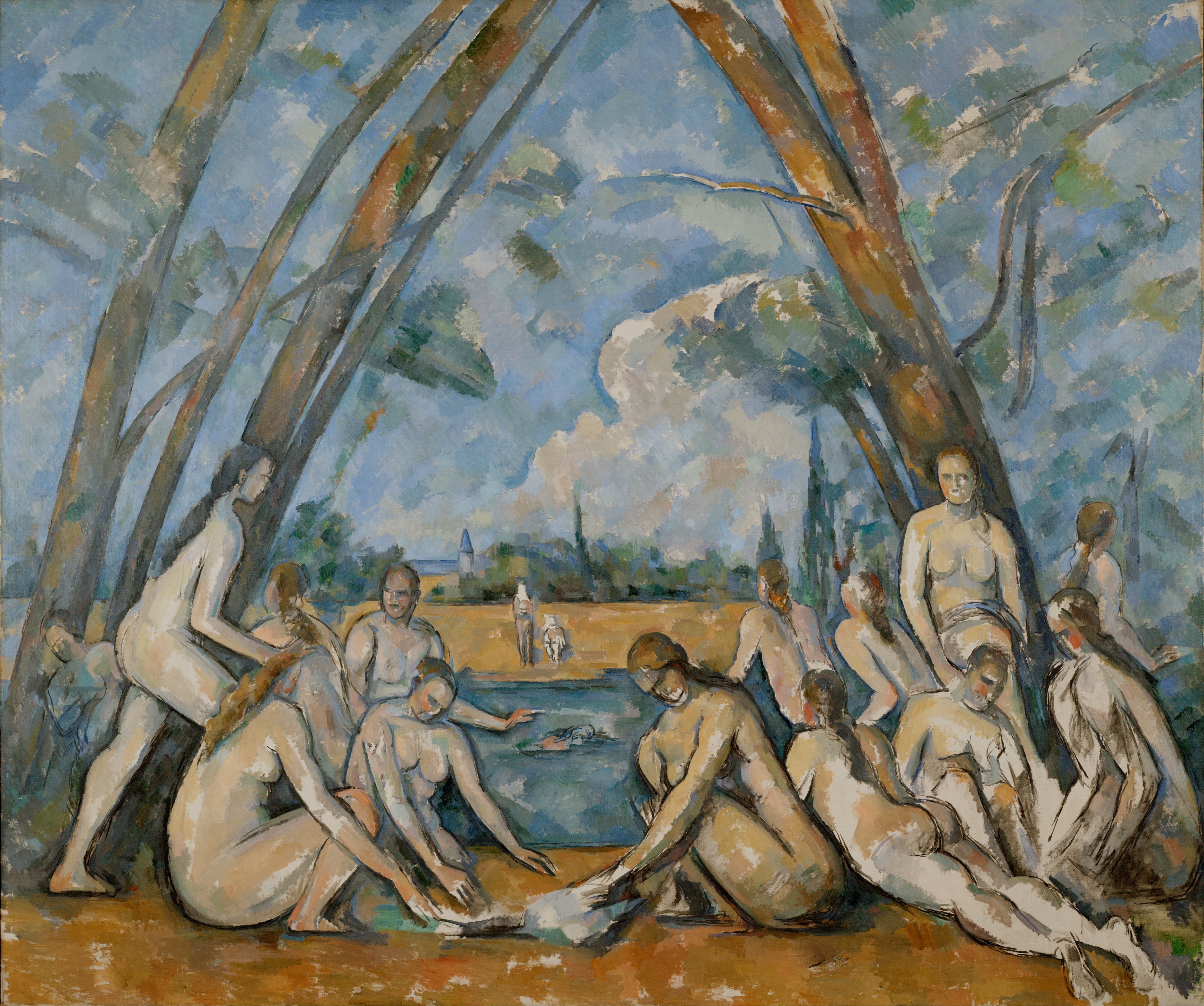
セザンヌ 『大水浴』（1898－1905年)

- グレース・ケリーのウェディングドレス[5]

- ヤン・ファン・エイクに帰属
『聖痕を受けるアッシジのフランチェスコ』
- ロヒール・ファン・デル・ウェイデン 
 『キリストの磔刑の二連祭壇画』(1460年頃)
- ボッティチェッリ 
 『ロレンツォ・ディ・セル・ピエロ・ロレンツィの肖像』(1490-1495年)
- エル・グレコ
『ピエタ』(1571-1576年)
- ルーベンス
『縛られたプロメテウス』(1611-1612年)
- ユディト・レイステル
『最後の一滴』(1629年頃)
- ニコラ・プッサン
『ヴィーナスの誕生』(1635-1636年)
- クロード・ジョセフ・ヴェルネ
『カプラローラのヴィッラの眺め』(1746年)
- J.M.W.ターナー
『燃える国会議事堂」(1835年)
- ゴッホ
『ひまわり』(1889年)
- セザンヌ
『大水浴』（1898－1905年)

## 映画『ロッキー』

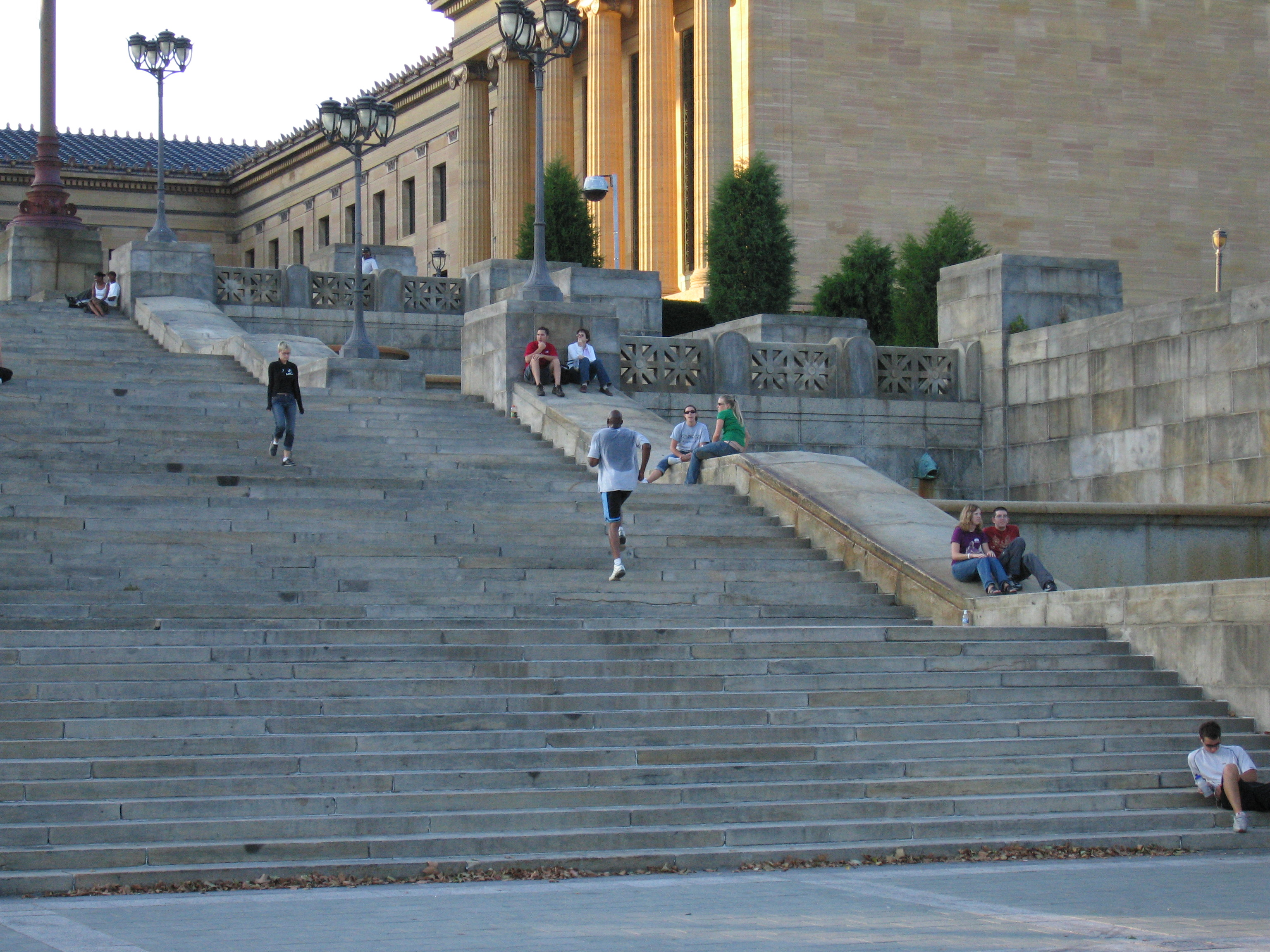
映画『ロッキー』で有名な正面階段

フィラデルフィア美術館は映画『ロッキー』シリーズに登場する。シルヴェスター・スタローン扮する主人公ロッキー・バルボアがトレーニングのために駆け上る美術館正面階段は「ロッキー・ステップ」と呼ばれており、現在では階段下の右手の部分にはロッキーの銅像が設置されている。銅像は『ロッキー3』撮影のために階段の上に置かれていたが、その後ワコビア・スペクトラムに移された。再び『ロッキー5/最後のドラマ』撮影時に階段の上に移動され、『マネキン』や『フィラデルフィア』といった他の作品にも出てくる。その後ワコビア・スペクトラムの取り壊しが決まり、2006年、階段の下に置かれることになった。

## 参照
1. ↑  “Search Collections”.   Philadelphia Museum of Art. 2016年2月25日閲覧。
2. ↑  Robert T. Rambo (n.d.). “2017 Annual Report”.   Philadelphia Museum of Art. p. 19 (of PDF file). 2018年3月28日時点のオリジナルよりアーカイブ。2018年3月28日閲覧。 “Admission income of $5.4 million and attendance of 793,000 were essentially at the same levels as 2016.”
3. ↑  “Centennial Origins: 1874–1876”. History.   Philadelphia Museum of Art. 2012年5月21日閲覧。
4. ↑  浅野秀剛監修 あべのハルカス美術館 静岡市美術館 三井記念美術館 読売新聞大阪本社編集 『浮世絵誕生250年 フィラデルフィア美術館浮世絵名品展 春信一番！写楽二番！』 読売新聞大阪本社 あべのハルカス美術館、2015年。
5. ↑  “Philadelphia Museum of Art - Collections Object : Grace Kelly's Wedding Dress and Accessories”. www.philamuseum.org.   Philadelphia Museum of Art. 2020年1月16日閲覧。
6. ↑  The Rocky Statue and the Rocky Steps visitphilly.com, accessed June 17, 2011.
7. ↑  http://www.philly.com/mld/philly/news/15477691.htm